# Menesteo

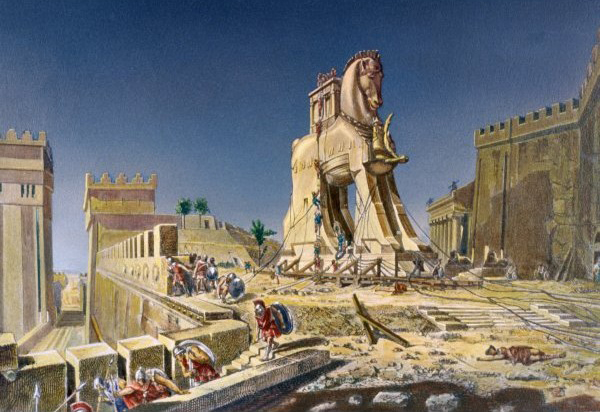
Caballo de Troya con Menesteo dentro como en la Ilíada.

Menesteo (griego Μενεσθεύς, Menestheús), hijo de Peteo, fue el undécimo rey de Atenas. Mientras Teseo estaba preso en el Hades, los Dioscuros se apoderaron de Atenas y lo restauraron en el trono después de la expedición emprendida contra la ciudad de Afidna, donde estaba custodiada Helena, hermana de estos, raptada por Teseo, y de la que había sido pretendiente Menesteo.
Según Pausanias, Menesteo no sentía preocupación por los hijos de Teseo refugiados en la vecina isla de Eubea junto a Elefénor, pero temía que si algún día el padre de ellos lograba volver de Tesprotia sería difícil combatirle. Aunque intentó ganarse al pueblo, fue expulsado cuando regresó Teseo.
En la Ilíada, Menesteo es el jefe de las tropas atenienses de la Guerra de Troya, a la que aporta 40 naves, que zarpan del puerto ateniense de Falero. Fue uno de los guerreros que estaban dentro del Caballo de Troya. Después del saqueo de la ciudad navegó hasta Melos, donde se convirtió en rey.
Pausanias refiere que en el santuario de Artemisa Brauronia de la Acrópolis de Atenas, Menesteo y Teucro estaban representados en una estatua de un caballo de bronce, llamado de «madera», saliendo de él, y además, también los hijos de Teseo.
Según otra tradición, durante su ausencia, mientras estaba en la guerra, le usurparon el trono ateniense. Por ello, en vez de volver a casa, navegó sin rumbo fijo hasta que arribó con su tripulación a la desembocadura del río Criso, actual Guadalete.
Admirado del encanto del paisaje, de lo templado del clima, y de lo fértil de sus tierras, estableció una colonia gobernada por él, regida por leyes y a la cual dio su nombre, El Puerto de Menesteo. Se cree que dicho puerto estaba en la actual ciudad de El Puerto de Santa María.